# Байдуйцзы (станция метро)
«Байдуйцзы» (кит. упр. 白堆子站, пиньинь Baiduizi) — станция линии 9 Пекинского метрополитена. Расположена между станциями «Байшицяонань» и «Военный музей».
Находится в районе Хайдянь.
На станции установлены платформенные раздвижные двери.